# The Script
The Script is een Ierse softrockband afkomstig uit Dublin. De groep scoorde internationaal hits met nummers als The man who can't be moved, Breakeven, Nothing, Hall of fame en Rain.

## Biografie
Mark Sheehan en Danny O'Donoghue zijn voormalige producers die gewerkt hebben met Rodney Jerkins, The Neptunes, Teddy Reilly en Dallas Austin. Ze werkten in de Verenigde Staten, maar keerden terug naar Ierland, waar ze Glen Power aannamen voor hun nieuw te vormen band. Ze tekenden bij Phonogenic in de lente van 2007 en brachten een ep uit op Last.fm.
Hun debuutalbum The Script kwam uit in 2008. Hun debuutsingle We cry werd Single van de Week op RTÉ 2fm, Today FM (beide Ierse radiozenders) en op BBC Radio 1. Hun tweede single, The Man Who Can't Be Moved, werd succesvol in heel Europa. Het nummer kwam in de hitlijsten in Spanje, Duitsland en Nederland, waar het ook Alarmschijf op Radio 538 werd. Het debuutalbum The Script kwam in het Verenigd Koninkrijk en Ierland binnen op de eerste plaats van de albumlijst.
De eerste single van het tweede album, For the First Time, kwam op de eerste plaats binnen in Ierland en op de vijfde positie in het Verenigd Koninkrijk, maar steeg de week erna door naar de vierde positie. In Nederland bereikte het nummer een 16de positie in de Nederlandse Top 40.
In 2009 won The Script een European Border Breakers Award. De European Border Breakers Awards zijn prijzen die jaarlijks worden uitgereikt aan tien jonge veelbelovende Europese artiesten die het jaar ervoor succesvol buiten de eigen landsgrenzen debuteerden.
Op 12 november 2010 trad de band op tijdens de eerste liveshow van The voice of Holland. De band bracht daar het nummer For the first time ten gehore met als gevolg een flinke stijging in iTunes.
Op 1 februari 2011 gaf de band een optreden in het Amsterdamse Paradiso. Maandag 13 juni 2011 trad de band op op Pinkpop. Op vrijdag 7 december 2012 trad de band voor de tweede keer op bij The voice of Holland. Op vrijdag 25 januari 2013 stonden ze in het Ziggo Dome in Amsterdam en kregen ze een gouden plaat in Nederland voor de hit Hall of fame.
Op vrijdag 18 juli 2014 kondigden ze op Youtube het nieuwe album No sound without silence aan. Dit album kwam uit op maandag 15 september 2014. Op maandag 21 juli 2014 maakten ze het eerste nummer van dit album bekend, Superheroes.
Op vrijdag 20 maart 2015 stond The Script voor de tweede keer in de Ziggo Dome. Omdat deze show binnen tien minuten was uitverkocht, werd een extra show ingepland op zaterdag 21 maart 2015, ook in de Ziggo Dome.
Op 14 april 2023 laat de band weten dat gitarist Mark Sheehan na een kort ziekbed is overleden op 46-jarige leeftijd.

## Discografie

### Albums
| Album met eventuele hitnotering(en) in de Nederlandse Album Top 100 | Datum van verschijnen | Datum van binnenkomst | Hoogste positie | Aantal weken | Opmerkingen |
| ------------------------------------------------------------------- | --------------------- | --------------------- | --------------- | ------------ | ----------- |
| The Script                                                          | 05-09-2008            | 11-10-2008            | 25              | 19           |             |
| Science & Faith                                                     | 10-09-2010            | 16-10-2010            | 14              | 44           |             |
| #3                                                                  | 10-09-2012            | 15-09-2012            | 8               | 54           |             |
| No Sound Without Silence                                            | 15-09-2014            | 20-09-2014            | 3               | 46           |             |
| Freedom Child                                                       | 01-09-2017            | 09-09-2017            | 3               | 28           |             |
| Sunsets & Full Moons                                                | 08-11-2019            | 16-11-2019            | 8               | 17           |             |
| Tales from The Script - Greatest Hits                               | 01-10-2021            | 09-10-2021            | 83              | 1            |             |

| Album met hitnotering(en) in de Vlaamse Ultratop 200 albums | Datum van verschijnen | Datum van binnenkomst | Hoogste positie | Aantal weken | Opmerkingen |
| ----------------------------------------------------------- | --------------------- | --------------------- | --------------- | ------------ | ----------- |
| The Script                                                  | 2008                  | 04-10-2008            | 66              | 12           |             |
| Science & Faith                                             | 2010                  | 16-10-2010            | 47              | 6            |             |
| #3                                                          | 2012                  | 15-09-2012            | 43              | 52           |             |
| No Sound Without Silence                                    | 2014                  | 20-09-2014            | 14              | 41           |             |
| Freedom Child                                               | 2017                  | 09-09-2017            | 13              | 30           |             |
| Sunsets & Full Moons                                        | 2019                  | 16-11-2019            | 22              | 3            |             |
| Tales from The Script - Greatest Hits                       | 2021                  | 09-10-2021            | 83              | 1            |             |

#### Singles
| Single met eventuele hitnotering(en) in de Nederlandse Top 40 | Datum van verschijnen | Datum van binnenkomst | Hoogste positie | Aantal weken | Opmerkingen                                               |
| ------------------------------------------------------------- | --------------------- | --------------------- | --------------- | ------------ | --------------------------------------------------------- |
| We Cry                                                        | 2008                  | -                     | tip12           | -            |                                                           |
| The Man Who Can't Be Moved                                    | 2008                  | 27-09-2008            | 19              | 8            | Nr. 50 in de Single Top 100 / Alarmschijf                 |
| Breakeven                                                     | 12-12-2008            | -                     | tip4            | -            | Nr. 48 in de Single Top 100                               |
| For the First Time                                            | 19-07-2010            | 04-09-2010            | 16              | 8            | Nr. 25 in de Single Top 100 / Alarmschijf                 |
| Nothing                                                       | 25-10-2010            | 15-01-2011            | 12              | 15           | Nr. 70 in de Single Top 100                               |
| If You Ever Come Back                                         | 2010                  | 25-06-2011            | 29              | 3            |                                                           |
| Hall of Fame                                                  | 2012                  | 11-08-2012            | 17              | 22           | met will.i.am / Nr. 16 in de Single Top 100 / Alarmschijf |
| Six Degrees of Separation                                     | 2012                  | 19-01-2013            | 32              | 5            | Nr. 50 in de Single Top 100                               |
| If You Could See Me Now                                       | 2013                  | 02-03-2013            | 21              | 14           | Nr. 27 in de Single Top 100 / Alarmschijf                 |
| Millionaires                                                  | 2013                  | 08-06-2013            | tip2            | -            |                                                           |
| Superheroes                                                   | 21-07-2014            | 09-08-2014            | 4               | 23           | Nr. 10 in de Single Top 100 / Alarmschijf                 |
| Hail Rain or Sunshine                                         | 2014                  | -                     |                 |              | Nr. 93 in de Single Top 100                               |
| Army Of Angels                                                | 2014                  | -                     |                 |              | Nr. 97 in de Single Top 100                               |
| No Good in Goodbye                                            | 2014                  | 22-11-2014            | 35              | 4            | Nr. 77 in de Single Top 100 / Alarmschijf                 |
| Man on a Wire                                                 | 2015                  | 28-03-2015            | tip9            | -            |                                                           |
| Rain                                                          | 2017                  | 12-08-2017            | 3               | 24           | Nr. 15 in de Single Top 100 / Alarmschijf                 |
| Arms Open                                                     | 2017                  | 13-01-2018            | 30              | 6            | Alarmschijf                                               |
| The Last Time                                                 | 20-09-2019            | 12-10-2019            | 13              | 19           | Nr. 53 in de Single Top 100 / Alarmschijf                 |
| Something Unreal                                              | 2020                  | 16-05-2020            | 37              | 3            |                                                           |
| I Want It All                                                 | 2021                  | 04-09-2021            | 32              | 9*           | Alarmschijf                                               |
| Dare You To Doubt Me                                          | 2022                  | 02-09-2022            | tip29           | -            |                                                           |

| Single met hitnotering(en) in de Vlaamse Ultratop 50 | Datum van verschijnen | Datum van binnenkomst | Hoogste positie | Aantal weken | Opmerkingen                                |
| ---------------------------------------------------- | --------------------- | --------------------- | --------------- | ------------ | ------------------------------------------ |
| We Cry                                               | 2008                  | 14-06-2008            | tip14           | -            |                                            |
| The Man Who Can't Be Moved                           | 2008                  | 08-11-2008            | 35              | 9            | Nr. 4 in de Radio 2 Top 30                 |
| Breakeven                                            | 2009                  | 14-02-2009            | tip11           | -            |                                            |
| For the First Time                                   | 2010                  | 11-09-2010            | tip2            | -            |                                            |
| Nothing                                              | 2010                  | 18-12-2010            | tip26           | -            |                                            |
| Science & Faith                                      | 2011                  | 09-07-2011            | tip23           | -            |                                            |
| Hall of Fame                                         | 2012                  | 22-09-2012            | 8               | 22           | met will.i.am / Nr. 7 in de Radio 2 Top 30 |
| Six Degrees of Separation                            | 2012                  | 15-12-2012            | tip4            | -            |                                            |
| If You Could See Me Now                              | 2013                  | 30-03-2013            | tip2            | -            |                                            |
| Millionaires                                         | 2013                  | 20-07-2013            | tip25           | -            |                                            |
| Superheroes                                          | 2014                  | 02-08-2014            | tip2            | -            |                                            |
| No Good in Goodbye                                   | 2014                  | 22-11-2014            | tip3            | -            |                                            |
| Man on a Wire                                        | 2015                  | 04-04-2015            | tip16           | -            |                                            |
| Rain                                                 | 2017                  | 09-09-2017            | 27              | 11           |                                            |
| Arms Open                                            | 2018                  | 23-12-2017            | tip4            | -            |                                            |
| The Last Time                                        | 2019                  | 05-10-2019            | tip1            | -            |                                            |
| I Want It All                                        | 2021                  | 16-10-2021            | 46              | 2*           |                                            |

### Andere nummers
- Anybody There - B-kant van The Man Who Can't Be Moved
- Anything Could Happen - Ellie Goulding cover
- Babylon - David Gray cover
- Bullet from a Gun
- Chandelier - Sia cover
- Drive - The Cars cover
- Goodbye Friend (feat. David Guetta)
- Heroes - David Bowie cover
- Howl at the Moon
- Live Like We're Dying - B-kant van We cry
- Lose Yourself - Eminem cover
- None the Wiser
- Part-Time Lover - Stevie Wonder cover (feat. Kelly Rowland)
- Stay - Rihanna feat. Mikky Ekko cover
- Times Like These - Foo Fighters cover
- Walk Away (feat. B.o.B)
- Wherever I Lay My Hat (That's My Home) - Paul Young cover
- Written in the Stars - Tinie Tempah cover

### Dvd's
| Dvd's met hitnoteringen in de Nederlandse Music Top 30 | Datum van verschijnen | Datum van binnenkomst | Hoogste positie | Aantal weken | Opmerkingen |
| ------------------------------------------------------ | --------------------- | --------------------- | --------------- | ------------ | ----------- |
| Homecoming - Live at the Aviva stadium Dublin          | 2013                  | 02-02-2013            | 25              | 2            |             |

### NPO Radio 2 Top 2000
| Nummers met noteringen in de NPO Radio 2 Top 2000 | '11  | '12  | '13  | '14  | '15  | '16  | '17  | '18  | '19  | '20  | '21  | '22  | '23  | '24  |
| ------------------------------------------------- | ---- | ---- | ---- | ---- | ---- | ---- | ---- | ---- | ---- | ---- | ---- | ---- | ---- | ---- |
| Breakeven                                         | -    | -    | -    | 803  | 937  | 1292 | 1492 | 1504 | 1541 | 1619 | 1813 | 1747 | 1936 | 1776 |
| For the First Time                                | 604  | 805  | 893  | 1087 | 1458 | 1951 | -    | -    | -    | -    | -    | -    | -    | -    |
| Hall of Fame (met will.i.am)                      | ×    | -    | 1330 | 722  | 942  | 1270 | 1450 | 1322 | 1223 | 1396 | 1458 | 1312 | 1350 | 1417 |
| If You Could See Me Now                           | ×    | ×    | 1828 | 549  | 667  | 924  | 1051 | 1065 | 1219 | 1405 | 1533 | 1531 | 1413 | 1478 |
| If You Ever Come Back                             | -    | 1694 | 1861 | -    | -    | -    | -    | -    | -    | -    | -    | -    | -    | -    |
| Millionaires                                      | ×    | ×    | -    | 1914 | -    | -    | -    | -    | -    | -    | -    | -    | -    | -    |
| No Good in Goodbye                                | ×    | ×    | ×    | -    | 1077 | 1568 | 1892 | 1646 | 1689 | -    | -    | -    | -    | -    |
| Nothing                                           | -    | -    | -    | 1859 | -    | -    | -    | -    | -    | -    | -    | -    | -    | -    |
| Six Degrees of Separation                         | ×    | -    | 1498 | 1389 | 1823 | -    | -    | -    | -    | -    | -    | -    | -    | -    |
| Superheroes                                       | ×    | ×    | ×    | 1224 | 806  | 1442 | 1734 | 1506 | 1577 | 1935 | -    | -    | -    | -    |
| The Man Who Can't Be Moved                        | 1746 | 380  | 296  | 254  | 251  | 398  | 510  | 547  | 595  | 718  | 839  | 815  | 874  | 811  |

1. ↑  Een '-' betekent dat het nummer niet was genoteerd, een '×' betekent dat het nummer nog niet was uitgebracht en een vetgedrukt getal geeft de hoogste notering van een nummer aan.
2. ↑  2011 was het eerste jaar met een notering voor The Script.